# ماسانوبو تسوجي
ماسانوبو تسوجي هو عسكري وسياسي ياباني، ولد في 11 أكتوبر 1901 في إيشيكاوا في اليابان، وتوفي في 20 يوليو 1961. حزبياً، نشط في الحزب الليبرالي الديمقراطي الياباني. وقد انتخب عضو مجلس المستشارين وانتخب عضو مجلس النواب من اليابان.